# David Casa
David Casa, född 16 november 1968 i Valetta, är en maltesisk politiker för kristdemokratiska Partit Nazzjonalista. Han är ledamot av Europaparlamentet sedan 2004, och sitter med i partigruppen EPP för kristdemokrater och konservativa. Han är även en av Europaparlamentets fem kvestorer.
I Europaparlamentet är han ledamot i utskottet för sysselsättning och sociala frågor (EMPL) och ersättare i utskottet för ekonomi och valutafrågor (ECON).